# Mowag Piranha IIIC 10×10
Der Mowag Piranha IIIC 10×10 ist ein Radpanzer des Schweizer Herstellers Mowag.

## Geschichte und Entwicklung
Mit der stetigen Weiterentwicklung des Piranhas aufgrund der immer höheren Anforderungen und der Einstellung des Projektes Mowag Shark als schwerer Waffenträger wurde mit der Zeit die Kapazitätsgrenze bezüglich Nutzlast erreicht. Mit dem 1994 gebauten Piranha 10×10 versuchte man, diesem Aspekt Rechnung zu tragen, indem eine fünfte Achse der gleichen Bauart eingebaut wurde. Grundsätzlich wurde der Piranha 10×10 als schwerer Waffenträger konzipiert, jedoch wurde nur eine Kleinserie gebaut, zum Beispiel für Schweden als Kommandopanzer KAPRIS und Übermittlungspanzer LIRKA. Der Piranha IIIC 10×10 stellte einen wichtigen Entwicklungsschritt zum Piranha IIIC 8×8 dar.
Der Prototyp des Piranha IIIC 10×10, der an diversen Tests unter anderem auch in Schweden teilnahm, steht heute im Schweizerischen Militärmuseum Full.